# Jakob Styben
Jakob Styben (* 15. Oktober 1991 in Alexejewka in der Oblast Omsk, Sowjetunion) ist ein deutscher K-1-Kickboxer und Muay-Thai-Boxer im Cruisergewicht sowie ein Kämpfer der deutschen Nationalmannschaft in Muaythai.

## Leben
Jakob Styben kam im Alter von 12 Jahren mit seiner Familie nach Deutschland. Mit Kampfsport begann er im Jahr 2006, als er sich bei der Kampfsportschule Zweibrücken anmeldete. Als Amateur verbuchte er in 45 Kämpfen insgesamt 37 Siege. 2012 lernte er Bundestrainer Detlef Türnau auf einem Trainingscamp in Thailand kennen. Einen Monat später zog er von Zweibrücken nach Rommerskirchen(bei Köln) um. Trainiert wurde er seitdem von Bundestrainer Detlef Türnau persönlich im Bujin Gym Rommerskirchen. Seit dem Jahr 2018 trainiert Jakob Styben im Kampfsportcenter Grevenbroich beim Guido Schumacher.
Styben (Kampfname The Courageous) ist mehrfacher Deutscher Meister in Muaythai und K-1.
2014 errang er eine Bronzemedaille bei der Weltmeisterschaft in Malaysia und Bronze bei den Europameisterschaften in Polen. 2015 wurde er Vize-World-Cup-Sieger in Bangkok, Thailand. sowie Nord Thailand Champion in Muaythai (Thaiboxen). 2016 gewann er eine Silbermedaille bei den Europameisterschaften in Kroatien. Er war 2017 als erster und einziger deutscher Thaiboxer bei den World Games in Breslau (Polen) dabei. Ebenfalls 2017 gewann er die Bronzemedaille bei den Weltmeisterschaften in Belarus.
Bei den Profis bestritt er im September 2017 seinen ersten Kampf für „Glory“.

## Erfolge
Amateur
- 2017 Bronzemedaille Europameisterschaften IFMA in Muaythai in Frankreich(Paris)
- 2017 World Games Teilnehmer (erster und einziger für Deutschland) 4 Platz.
- 2017 Bronzemedaille Weltmeisterschaften IFMA in Muaythai in Belarus(Minsk)
- 2016 Silbermedaille Europameisterschaften IFMA in Muaythai in Kroatien(Split)
- 2015 Silbermedaille World Cup IFMA in Muaythai auf Thailand (Bangkok)[11]
- 2014 Bronzemedaille Europameisterschaften IFMA in Muaythai in Polen
- 2014 Bronzemedaille Weltmeisterschaften IFMA in Muaythai auf Malaysia
- 2016 Deutscher Meister IFMA in Muaythai[12]
- 2015 Deutscher Meister IFMA in Muaythai
- 2014 Deutscher Meister IFMA in Muaythai
- 2013 Deutscher Meister IFMA in Muaythai[13]
- 2011 Deutscher Meister IFMA in Muaythai
- 2012 Deutscher Meister in K-1 (Kickboxen)
- 2011 Deutscher Meister K-1 (Kickboxen)

Profis
- Nord Thailand Champion in Muaythai 2015 (Chiang Mai, Thailand)[14]
- Deutscher Meister in Muaythai seit 2015 (München)
- Deutscher Meister in K-1 seit 2014 (Bottrop)[15]